# メリャ族
メリャ族（ロシア語: меря）は中世のヴォルガ川上流域で生活していたフィン・ウゴル人の部族である。
メリャ族は、6世紀の東ローマ帝国の官僚であるヨルダネスによって、「Merens」として記録されている 。『原初年代記』には、ヴェシ族のそばに住み、他のスラヴ系、フィン系の部族と同じくヴァリャーグにダーニ（貢税）を収めていたことが記されている。その居住範囲は現ロシアのヤロスラヴリ州、イヴァノヴォ州、トヴェリ州東部、ヴォログダ州南部、コストロマ州西部に相当する。
メリャ族の居住地はキエフ大公国領に組み込まれ、スラヴ人の諸部族と同化した。10世紀半ば以降は年代記に言及はみられない。